# Bimini Road

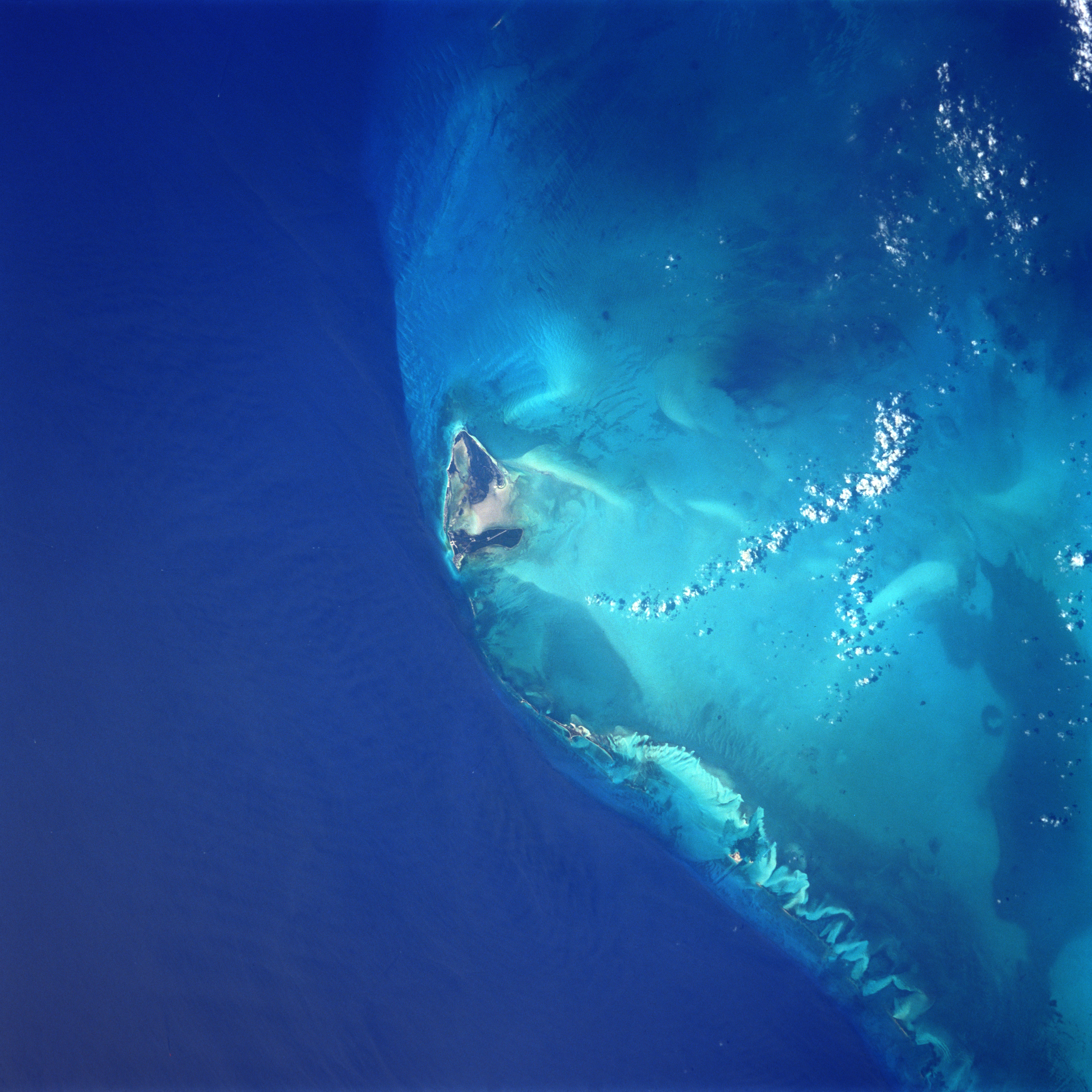
Immagine satellitare dell'isola di North Bimini

Bimini Road (in italiano Strada di Bimini) o Bimini Wall (Parete di Bimini), è una formazione di rocce sottomarine situate nella parte settentrionale dell'isola di Bimini, nelle Bahamas. La strada consiste in una linea lunga 0,8 km in direzione nordest-sudovest di blocchi di roccia grossomodo rettangolari. È stato affermato più volte che questa formazione sia un muro, una strada, un pontile, un molo o un'altra struttura realizzata dall'uomo. Tuttavia mancano prove credibili o ragionamenti a sostegno di una simile origine.

## Storia
Il 2 settembre 1968, durante un'immersione alla profondità di 5,5 metri (3 Fathom) lungo la costa nord-ovest dell'isola di North Bimini, Joseph Manson Valentine, Jacques Mayol e Robert Angove incontrarono un'ampia "pavimentazione" di quelle che più tardi si sono scoperte essere pietre arrotondate di varie misure e spessori. Questa pavimentazione di pietra si è scoperto avere una direzione nordest-sudovest ed è maggiormente conosciuta come "Strada di Bimini" o "Parete di Bimini".
Dopo Valentine la "Strada di Bimini" è stata esaminata da geologi, archeologi professionisti e non, antropologi, ingegneri navali, innumerevoli sommozzatori e da molte altre persone. Oltre alla "Strada di Bimini" ricercatori hanno trovato due ulteriori formazioni lineari che si sviluppano parallele a quest'ultima.

## Caratteristiche fisiche
La "Parete di Bimini" e le altre due pavimentazioni che si sviluppano più verso la costa sono costituite da blocchi piani di diverse forme (rettangolari, poligonali e irregolari).
Vari libri e articoli esagerano sulla regolarità e rettangolarità dei blocchi che le costituiscono.
La "Strada di Bimini", la più larga delle tre formazioni, si sviluppa per 0,8 km e presenta un pronunciato uncino all'estremità sudovest.
Essa consiste di blocchi di pietra di 3-4 metri di dimensione orizzontale e di 2-3 metri, in media, nell'altra direzione.
I blocchi più larghi mostrano bordi complementari, diversamente da quelli più piccoli.
Le altre due formazioni, più strette e più corte, hanno approssimativamente una lunghezza di 50-60 metri e consistono di blocchi di pietra tabulare più piccoli, di ampiezza di 1-2 metri al massimo.
I componenti di queste pavimentazioni, a causa degli angoli arrotondati, somigliano a gigantesche pagnotte di pane.
I blocchi sono costituiti da una roccia caratteristica delle Bahamas, il "beachrock", una roccia composta da conchiglie cementate da carbonati. La forma molto arrotondata di questi blocchi indica che uno spessore significativo della superficie originale è stato asportato da processi biologici, fisici e chimici.
Visto il grado al quale questi blocchi sono stati erosi, è quasi impossibile che qualsiasi superficie originale, inclusi segni di utensili ed iscrizioni, possano essere sopravvissuti.
Dopo un esame molto dettagliato di queste formazioni, Gifford e Ball fecero le seguenti osservazioni:
2. Non si trovano né sovrapposizioni di corsi di blocchi né singoli blocchi posizionati ad angolo retto in cima ad altri.

3. Non ci sono sufficienti blocchi in prossimità delle pavimentazioni che potessero essere parte di una seconda stratificazione di rocce ora distrutta.

4. Il substrato roccioso è direttamente sottostante l'intera area pavimentata e non permette la realizzazione di scavi o canali tra le tre formazioni.

5. I blocchi della formazione più interna e di quella intermedia sarebbero sempre stati appoggiati su uno strato di sabbia non consolidata.
Non sono state trovate prove di blocchi tagliati o eretti dal sottostante substrato.

6. In aree della pavimentazione verso il mare, dove i blocchi appoggiano direttamente sul substrato, non sono state trovate tracce di sostegni regolari o simmetrici tra i blocchi.

7. Non sono stati trovati schemi regolari o ripetuti di incisioni o solchi che possano essere interpretati come segni di utensili.

8. Le due formazioni più vicine alla costa sono continue lungo una distanza di circa 50 metri. Anche se la formazione più esterna si estende per centinaia di metri più a nordest, non è ben fondata o abbastanza continua da essere servita come passaggio transitabile.»
(J.A. Gifford and M.M. Ball, 1980)
Come indicato in seguito, queste osservazioni sono state contestate da altri studiosi. Per esempio, alcuni ricercatori affermano che, dove la sabbia è stata dilavata dai giunti tra i blocchi, può essere visto un altro corso di pietre insieme ad altri blocchi più piccoli sottostanti a quest'ultime. Comunque, prove dettagliate che documentino chiaramente la presenza di un secondo strato continuo di pietre sotto la "pavimentazione", non sono ancora state pubblicate in un'attendibile sede scientifica con i dettagli necessari per la loro valutazione critica.
Le immagini pubblicate su varie pagine Web, di presunte "pietre a cuneo" artificiali e "pietre di sostegno", non sono una prova convincente di un secondo corso di pietre perché sono generalmente di dimensioni più ridotte, non formano un corso continuo e si trovano troppo raramente direttamente sotto i blocchi della "Strada di Bimini". Questo non è ciò che ci si aspetterebbe di trovare di un corso di blocchi completo di una muratura in pietra artificiale.
David Zink afferma:
(David Zink)
Questo lo porta a concludere che:
In più, i primi studi riguardanti la "Strada di Bimini", riferivano del prelievo di numerosi campioni e carotaggi. Possiamo anche presumere che un certo numero degli innumerevoli visitatori della "pavimentazione" abbiano scheggiato alcune parti di essa.
In più, il campionamento scientifico e la caccia ai souvenir, potrebbero aver lasciato per gli studiosi successivi, moderni "segni di utensili" sui blocchi che la costituiscono.

## Età della "Strada di Bimini"
Sono stati fatti tentativi per determinare l'età di questa formazione usando tecniche diverse. Questi includono la datazione diretta al radiocarbonio e la datazione Uranio-Torio del calcare marino su cui giace.
Nel 1978, il laboratorio di radiocarbonio gestito dal Dipartimento di Geologia dell'Università di Miami, ha datato campioni da un nucleo raccolto da E. A. Shinn nel 1977. Nel 1979, Calvert e altri, riportarono date di 2780 ± 70 14C anni BP (UM-1359), 3500 ± 80 14C anni BP (UM-1360) e 3350 ± 90 14C anni BP (UM-1361) da campioni di roccia integra; una data di 3510 ± 70 14C anni BP (UM-1362) da gusci estratti dal nucleo di beachrock; date di 2770 ± 80 14C anni BP (UM-1364) e 2840 ± 70 14C anni BP (UM-1365) dal carbonato cementante il nucleo stesso. Queste date sono temporalmente coerenti per il fatto che le conchiglie che compongono il nucleo del beachrock della Bimini Road sono più antiche del cemento che le tiene insieme. Queste date indicano che le conchiglie che compongono la formazione risalgono a circa 3500 anni fa ( non corrette dalle variazioni temporali ed ambientali nel radiocarbonio). A causa della media temporale e degli altri fattori, una raccolta casuale di conchiglie probabilmente produrrebbe una data al radiocarbonio di qualche centinaio di anni anteriore di quando si è effettivamente verificato l'accumulo finale di conchiglie,che si sono cementate per formare la roccia. Le date del radiocarbonio del cemento dimostrano che il materiale roccioso si è formato circa 2.800 anni-radiocarbonio fa dalla cementazione di sedimenti preesistenti accumulati circa 1.300 anni prima. Rispetto alle date delle conchiglie e del cemento, sembra che le date della roccia intera riflettano campioni contenenti proporzioni variabili di conchiglie e cemento, senza alcuna contaminazione significativa da parte di radiocarbonio più recente. Sia queste date che l'interpretazione sono coerenti con la ricerca dettagliata di Davaud e Strasser, i quali hanno concluso che lo strato di roccia che compone la "Strada di Bimini" si è formato sotto la superficie dell'Isola di North Bimini ed è stato esposto all'erosione costiera tra 1.900 e 2.000 anni fa.
I fautori dell'artificialità della "Strada di Bimini", sostengono che queste date al radiocarbonio non sono valide perché sono state ottenute interamente da campioni di roccia intera e soggette a contaminazione da carbonio più recente. I dati di base riportati da Calvert e altri, relativi alle date del radiocarbonio della formazione, dimostrano che non tutte queste date provengono interamente da campioni di roccia intera. Il fatto che le date delle conchiglie e del cemento siano temporalmente coerenti contesta qualsiasi alterazione significativa del loro contenuto di radiocarbonio. Inoltre, altri studi che hanno utilizzato la datazione al radiocarbonio, per studiare il livello del mare e l'età dei sedimenti e del beachrock nell'area delle Bahamas, non hanno segnalato problemi significativi con la contaminazione da parte di radiocarbonio più recente. Nella loro ricerca dettagliata, Davaud e Strasser, hanno accettato le date del radiocarbonio del beachrock che compone la "Strada di Bimini", ottenute dal laboratorio dell'Università di Miami, come valide indicatrici della sua età.
Gifford e Ball hanno tentato di stabilire un'età minima utilizzando la datazione Uranio-Torio per un campione di roccia intera del calcare marino (biopelsparite) che sta alla base del beachrock che compone la "Strada di Bimini". Hanno descritto questo campione come "calcare marino intero, posizionato sotto il beachrock al largo di Paradise Point, North Bimini; tracce di "ricristallizzazione". Questo campione ha prodotto una data Uranio-Torio di 14.992 ± 258 BP (7132-19 / 2). I sostenitori dell'idea che la "Strada di Bimini" sia una struttura artificiale spesso citano questa data a sostegno delle loro ipotesi.
La data dell'Uranio-Torio pubblicata da Gifford e Ball è considerata una data non valida e priva di significato per due motivi. Innanzitutto, il campione, essendo parzialmente ricristallizzato non poteva essere parte di un sistema chiuso, come richiesto per avere una datazione significativa Uranio-Torio. Di conseguenza, questa data è solo apparente e manca completamente di qualsiasi valore scientifico, per interpretare l'età del calcare marino alla base della "Strada di Bimini".
I campioni preferiti per la datazione sono alcune specie di coralli e di molluschi, i quali possono essere mostrati privi di ricristallizzazioni mediante tecniche di diffrazione petrografica e ai raggi X. Qualsiasi campione di calcare che mostri la minima quantità di ricristallizzazione è ora considerato incapace di fornire una data scientificamente valida e non merita nemmeno un tentativo di datazione. Infine, è ben documentato che circa 15.000 anni fa, il livello del mare in questa regione era compreso tra 95 e 100 metri (312 e 328 piedi) sotto l'attuale livello. Di conseguenza, la posizione da cui Gifford e Ball hanno raccolto il campione di calcare era compresa tra 90 e 95 metri (295 e 312 piedi) sul livello del mare al momento indicato dalla data Uranio-Torio di 14.992 ± 258 BP (7132-19 / 2). Pertanto, è fisicamente impossibile che il calcare marino sottostante la "Strada di Bimini" abbia accumulato circa 15.000 anni. Pertanto, questa data Uranio-Torio è una data priva di significato scientifico. Per questo, i geologi e gli archeologi raramente la menzionano nelle loro discussioni. Il calcare marino alla base della "Strada di Bimini" risale allo stadio Sangamoniano, l'ultimo interglaciale, quando il livello del mare era abbastanza alto da permettere ai sedimenti marini, ora litificati in calcare, di accumularsi.

## Spiegazione geologica
Il consenso tra geologi e archeologi è che la "Strada di Bimini" sia una formazione naturale composta da beachrock, che si è frantumata in blocchi rettangolari, subrettangolari, poligonali e irregolari lungo giunzioni in diverse direzioni. I geologi e gli antropologi che hanno studiato personalmente la formazione includono Eugene Shinn, della US Geological Survey;  Marshall McKusick, professore associato di antropologia all'Università dello Iowa; W. Harrison di Environmental Research Associates, Virginia Beach, Virginia; Mahlon M. Ball e J.A. Gifford, della Rosenstiel School of Marine and Atmospher Science, Università di Miami; Eric Davaud e A. Strasser, del Dipartimento di Geologia e Paleontologia, Università di Ginevra, Svizzera. Dopo aver ispezionato o studiato la "Strada di Bimini", tutti conclusero che si trattasse di una formazione naturale articolata in giunti. John A. Gifford, un geologo professionista, ha trascorso un periodo significativo a studiare la geologia delle Isole Bimini per la sua tesi di laurea. Calvert e altri identificarono i campioni che avevano datato dalla "Parete di Bimini" come componenti di una formazione naturale.
Studi dettagliati di E. Davaud e A. Strasser di calcari olocenici affioranti su North Bimini e Joulter Cays (Bahamas) rivelano la sequenza di eventi probabilmente responsabili della creazione di pavimentazioni rocciose come la "Strada di Bimini". Innanzitutto, una sequenza completa di sedimenti carbonatici superficiali subtidali, intertidali e sopratidali accumulati durante la formazione della costa di North Bimini durante parte dell'Olocene. Una volta formata la costa tramite la deposizione di questi sedimenti, si è verificata la cementazione del carbonato in acqua dolce a una profondità di circa un metro sotto il livello del mare, sotto la superficie dell'isola. Questa cementazione ha creato una fascia costituita da uno spesso strato primario di sedimenti semilitificati, da lenti discontinue più sottili e da strati di sedimenti semilitificati simili, al di sotto di esso. Più tardi, quando si verificò l'erosione del litorale dell'isola, la banda di sedimenti semilitici fu esposta all'interno della zona intercotidale e i sedimenti semilitificati furono cementati formando il beachrock. Mentre i sedimenti sottostanti il litorale venivano erosi fino al calcare del pleistocene, il beachrock si spezzò in blocchi piatti, tabulari, rettangolari, subrettangolari, poligonali e irregolari, come osservato nelle attuali spiagge delle Bahamas da E. Davaud e A. Strasser. Anche altri strati più sottili di beachrock, sottostanti il letto primario furono spezzati, mentre i sedimenti sciolti che li circondavano e il letto primario più spesso venivano erosi. Mentre il sedimento sciolto veniva allontanato da sotto i blocchi, altri pezzi di beachrock, attraverso un processo di "trasporto e deposito", scendevano verso il basso per diversi metri fino a posarsi direttamente sul calcare pleistocenico resistente all'erosione come "ritardo erosivo". Eugene Shinn discute un processo simile, ma non identico, attraverso il quale potrebbe essere stata creata la "Strada di Bimini". Il movimento verso il basso di oggetti solidi di grandi dimensioni mediante questo processo è stato documentato da Jesse E. McNinch, John T. Wells e altri ricercatori. Questi hanno concluso che oggetti pesanti e di grandi dimensioni possono affondare nel fondo del mare per diversi metri senza un significativo movimento laterale, se non incontrano uno strato di sedimenti resistente all'erosione. Nel caso dei blocchi in questione e degli altri pezzi sottostanti, lo strato resistente all'erosione è il calcare pleistocenico su cui ora poggiano.
Alla fine, parti di strati più sottili o lenti di beachrock sottostanti il letto primario sarebbero rimasti intrappolati sotto i blocchi, mentre anch'essi si spezzavano e scendevano a causa dell'erosione. L'intrappolamento di questi frammenti di beachrock sotto i blocchi che compongono la "Strada di Bimini", quando l'erosione rimosse i sedimenti sciolti e li lasciò cadere sulla superficie del calcare pleistocenico, avrebbe creato le cosiddette rocce e blocchi "di sostegno" e "a cuneo", che fecero pensare a un "secondo corso" di "muratura". Supponendo che i blocchi di beachrock che formano la "Strada di Bimini" si siano formati originariamente a una profondità sconosciuta sotto il livello del mare e siano stati fatti cadere dall'erosione di diversi metri, risalire all'età della formazione tramite la sua relazione con il passato livello del mare sarebbe una tecnica inutile che produrrebbe risultati fuorvianti.
Pavimenti naturali composti da blocchi di pietra, spesso molto più rettangolari e con dimensioni più costanti rispetto ai blocchi della "Strada di Bimini", creati da giunti all'interno di rocce sedimentarie, incluso il beachrock, sono abbastanza comuni e si trovano in tutto il mondo. Ad esempio, una popolare attrazione turistica, il Tessellated pavement di Eaglehawk Neck, Tasmania; un substrato roccioso articolato che è stato completamente ed erroneamente identificato come "Fortezza e fornace fenicia" in Oklahoma; un "pavimento piastrellato" ritrovato a Battlement Mesa nel Colorado occidentale; il Tessellated pavement della penisola di Bouddi vicino a Sydney, in Australia e l'Arches National Park nello Utah. Pavimenti rocciosi naturali, identici alla "Strada di Bimini", sono stati trovati erosi in vicinanza della costa orientale di Loggerhead Key nelle Dry Tortugas e sommersi sotto 90 metri (300 piedi) di acqua a Pulley Ridge al largo della costa sud-occidentale della Florida.

## Supposizioni sull'origine umana
Sebbene sia generalmente considerata una caratteristica geologica naturale, a causa della disposizione e della forma insolite delle pietre, alcuni credono che la formazione rappresenti i resti di un'antica strada, parete o qualche altra costruzione deliberatamente costruita. Ad esempio, gli articoli   pubblicati su Argosy (una rivista pulp americana) e scritti o co-scritti da Robert F. Marx, un sub professionista e visitatore della "Strada di Bimini", sostenevano che si trattasse di una struttura artificiale. In un articolo di Argosy del 1971, Robert Marx riferì che Carl H. Holm (presidente e non "capo geologo" di Global Oceanic, secondo quanto riferito da Marx), un tempo dirigente di Nord America Rockwell, progettista di navi e ufficiale di marina in pensione, dichiarò che c'erano "pochi dubbi" sul fatto che i massicci blocchi di pietra fossero stati tagliati da persone. Lo stesso articolo faceva notare che si trattasse di una spedizione sponsorizzata da Nord America Rockwell, che includeva Edgar Mitchell, l'astronauta, come leader; Dimitri Rebikoff e "un numero di sensitivi della Fondazione Edgar Cayce".
Altri che ritengono la formazione sottomarina di Bimini creata dall'uomo e che non sia, invece, di origine naturale, sono Joseph Manson Valentine, zoologo; Charles Berlitz, linguista; Greg Little, psicologo; R. Cedric Leonard, antropologo  e Dimitri Rebikoff, ingegnere marittimo francese. Tutti affermano di aver studiato di persona le formazioni e affermano di aver osservato più di uno strato orizzontale di blocchi, almeno in alcuni punti. Tuttavia, più strati di blocchi possono derivare naturalmente dalla frattura sistematica della roccia sedimentaria, in cui più strati di roccia giacciono su altri, come si può osservare nel caso del pavimento a mosaico di Eaglehawk Neck, in Tasmania.
Nel suo controverso libro 1421: The Year China Discovered America e nel suo documentario di accompagnamento, 1421: The Year China Discovered America?, lo storico dilettante Gavin Menzies affermò che quando la flotta dell'ammiraglio cinese Zheng He era in procinto di circumnavigare il globo nel 1421-3, si fermò a Bimini (vedi ipotesi del 1421). Secondo Menzies, metà della flotta, sotto il comando dell'ammiraglio Zhou Wen, fu sorpresa da un uragano vicino a Bimini e qui vi costruì la "Strada di Bimini" tramite la roccia della spiaggia e la zavorra delle navi con la funzione di portare a riva i vascelli danneggiati e ripararli.